# Pterorhinus
A Pterorhinus osztályának verébalakúak (Passeriformes) rendjébe és a  Leiothrichidae családjába tartozó nem. Besorolásuk vitatott, egyes szervezetek az ebbe nembe tartozó fajokat a Garrulax és a Babax nemekbe sorolják.

## Rendszerezésük
A nemet Robert Swinhoe írta le  1868-ban, az alábbi fajok tartoznak ide:
- Wynaad-álszajkó (Pterorhinus delesserti[1] vagy Garrulax delesserti)[2]
- vörösfenekű álszajkó (Pterorhinus gularis[1] vagy Garrulax gularis)[2]
- fehérarcú álszajkó (Pterorhinus vassali[1] vagy Garrulax vassali)[2]
- sárgatorkú álszajkó (Pterorhinus galbanus[2] vagy Garrulax galbanus)[1]
- kékkoronás álszajkó (Pterorhinus courtoisi[1] vagy Garrulax courtoisi)[2]
- gesztenyebarna-sapkás álszajkó (Pterorhinus mitratus[1]  vagy Garrulax mitratus)[2]
- barnakámzsás álszajkó (Pterorhinus treacheri[1] vagy Garrulax treacheri)[2]
- vörösnyakú álszajkó (Pterorhinus ruficollis[1] vagy Garrulax ruficollis)[2]
- gesztenyehátú álszajkó (Pterorhinus nuchalis[1] vagy Garrulax nuchalis)[2]
- feketetorkú álszajkó (Pterorhinus chinensis[1] vagy Garrulax chinensis)[2]
- barnásfehér álszajkó (Pterorhinus sannio[1] vagy Garrulax sannio)[2]
- álarcos álszajkó (Pterorhinus perspicillatus[1] vagy Garrulax perspicillatus)[1]
- nyakláncos álszajkó (Pterorhinus pectoralis[1] vagy Garrulax pectoralis)[2]
- egyszínű álszajkó (Pterorhinus davidi[1] vagy Garrulax davidi)[2]
- Pterorhinus woodi[2] vagy Babax woodi[1]
- kínai babax (Pterorhinus lanceolatus[2] vagy Babax lanceolatus)[1]
- óriásbabax (Pterorhinus waddelli[2] vagy Babax waddelli)[1]
- tibeti babax (Pterorhinus koslowi[2] vagy Babax koslowi)[1]
- fehértorkú álszajkó (Pterorhinus albogularis[1] vagy Garrulax albogularis)[2]
- vöröskoronás álszajkó (Pterorhinus ruficeps[1] vagy Garrulax ruficeps)[2]
- szürkeoldalú álszajkó (Pterorhinus caerulatus[1] vagy Garrulax caerulatus)[2]
- sárgás álszajkó (Pterorhinus berthemyi[1] vagy Garrulax berthemyi)[2]
- vöröscsőrű álszajkó (Pterorhinus poecilorhynchus[1] vagy Garrulax poecilorhynchus)[2]